# Halgerda batangas
Halgerda batangas is een slakkensoort uit de familie van de Discodorididae. De wetenschappelijke naam van de soort is voor het eerst geldig gepubliceerd in 2000 door Carlson & Hoff.